# 円山川停車場
円山川停車場（まるやまがわていしゃじょう）は、かつて兵庫県城崎郡日高町鶴岡（現：豊岡市）にあった出石鉄道の停車場である。第二次世界大戦中、海軍省の命令により 1943年（昭和18年）4月に設置され、円山川の川砂の輸送に使用された。 1951年（昭和26年）5月をもって休止された。その後、再開される事もなく1970年（昭和45年）7月20日に廃止された。

## 概要
出石鉄道は、1944年（昭和19年）に不要不急線として営業休止に追い込まれた。しかし、江原 - 円山川間は、円山川の川砂の輸送が続けられていた。川砂は、境線大篠津（現在の米子空港あたり）、小浜線松尾寺駅、東舞鶴駅（舞鶴軍港）、宮津線栗田駅に輸送され、飛行場建設のバランスの材料として使用された。

## 歴史
- 1943年（昭和18年）4月21日：開業[2]。当時の所在地表示は兵庫県城崎郡日高町鶴岡であった。
- 1951年（昭和26年）5月1日：休止[3]。
- 1955年（昭和30年）3月25日：日高町（第2次）成立に伴い、所在地表示が兵庫県城崎郡日高町鶴岡になる。
- 1970年（昭和45年）7月20日：廃止[4]。

## 隣の駅
出石鉄道
江原駅 - 円山川停車場

## 参考書籍
- 安保彰夫『出石鉄道 - 二千人の株主が支えた鉄道 -』（初）ネコ・パブリッシング〈RM LIBRARY 131〉、2010年7月1日。ISBN 978-4-7770-5289-9。